# Septsarges
 Septsarges  es una población y comuna francesa, en la región de Lorena, departamento de Mosa, en el Distrito de Verdún y cantón de Montfaucon-d'Argonne.

## Demografía
| 94 | 95 | 88 | 65 | 56 | 61 |
| Para los censos de 1962 a 1999 la población legal corresponde a la población sin duplicidades (Fuente: INSEE [Consultar]) |    |    |    |    |    |